# Kvalifikation til VM i fodbold 2014, AFC, fjerde runde
Kvalifikation til VM i fodbold 2014, AFC, fjerde runde er den fjerde og sidste ordinære runde i AFCs kvalifikationsturnering til VM i fodbold 2014 i Brasilien. I denne runde vil der blive fordelt 4 direkte pladser til VM i fodbold 2014 fordelt på de to bedst placerede i hver af de to puljer. Der er derudover en femte runde, hvor tredjepladserne i de to puljer kæmper om at kunne møde en repræsentant fra Sydamerika om en plads ved VM.

## Format
I denne runde vil der blive fordelt 4 direkte pladser til VM i fodbold 2014 fordelt på de to bedst placerede i hver af de to puljer.

## Seedning
| Pot 1                         | Pot 2                | Pot 3                     | Pot 4                  | Pot 5                   |
| ----------------------------- | -------------------- | ------------------------- | ---------------------- | ----------------------- |
| Australien (20) Sydkorea (30) | Japan (33) Iran (51) | Usbekistan (67) Irak (76) | Jordan (83) Qatar (88) | Oman (92) Libanon (124) |

## Grupperne

### Gruppe A
| Pos | Hold       | K | V | U | T | +  | -  | D  | P  |
| --- | ---------- | - | - | - | - | -- | -- | -- | -- |
| 1   | Iran       | 8 | 5 | 1 | 2 | 8  | 2  | +6 | 16 |
| 2   | Sydkorea   | 8 | 4 | 2 | 2 | 13 | 7  | +6 | 14 |
| 3   | Usbekistan | 8 | 4 | 2 | 2 | 11 | 6  | +5 | 14 |
| 4   | Qatar      | 8 | 2 | 1 | 5 | 5  | 13 | -8 | 7  |
| 5   | Libanon    | 8 | 1 | 2 | 5 | 3  | 12 | -9 | 5  |

|            | Iran | Sydkorea | Qatar | Usbekistan | Libanon |
| ---------- | ---- | -------- | ----- | ---------- | ------- |
| Iran       | –    | 1-0      | 0-0   | 0-1        | 4-0     |
| Sydkorea   | 0-1  | –        | 2-1   | 1-0        | 3-0     |
| Qatar      | 0-1  | 1-4      | –     | 0-1        | 1-0     |
| Usbekistan | 0-1  | 2-2      | 5-1   | –          | 1-0     |
| Libanon    | 1-0  | 1-1      | 0-1   | 1-1        | –       |

Program
| 3. juni 2012 19:00 UTC+5 |

| Usbekistan | 0 – 1   | Iran               |
| ---------- | ------- | ------------------ |
|            | rapport | Khalatbari 90+3' · |

| JAR stadion, Tashkent Tilskuere: 9,000 Dommer: Yuichi Nishimura (Japan) |

| 3. juni 2012 20:30 UTC+3 |

| Libanon | 0 – 1   | Qatar       |
| ------- | ------- | ----------- |
|         | rapport | Soria 64' · |

| Camille Chamoun Sports City stadion, Beirut Tilskuere: 40,000 Dommer: Nawaf Shukralla (Bahrain) |

| 8. juni 2012 16:00 UTC+3 |

| Libanon      | 1 – 1   | Usbekistan     |
| ------------ | ------- | -------------- |
| Al Saadi 34' | rapport | Khasanov 12' · |

| Camille Chamoun Sports City stadion, Beirut Tilskuere: 13,000 Dommer: Abdullah Al Hilali (Oman) |

| 8. juni 2012 19:15 UTC+3 |

| Qatar     | 1 – 4   | Sydkorea                                                      |
| --------- | ------- | ------------------------------------------------------------- |
| Ahmed 22' | rapport | Lee Keun-Ho 26', 80' · Kwak Tae-Hwi 55' · Kim Shin-Wook 64' · |

| Jassim Bin Hamad stadion, Doha Tilskuere: 10,730 Dommer: Ali Al-Badwawi (UAE) |

| 12. juni 2012 20:00 UTC+9 |

| Sydkorea                                 | 3 – 0   | Libanon |
| ---------------------------------------- | ------- | ------- |
| Kim Bo-Kyung 30', 48' · Koo Ja-Cheol 90' | rapport |         |

| Goyang stadion, Goyang Tilskuere: 36,756 Dommer: Masaaki Toma (Japan) |

| 12. juni 2012 20:00 UTC+4:30 |

| Iran | 0 – 0   | Qatar |
| ---- | ------- | ----- |
|      | rapport |       |

| Azadi stadion, Tehran Tilskuere: 100,000 Dommer: Peter Green (Australia) |

| 11. september 2012 18:00 UTC+5 |

| Usbekistan                             | 2 – 2   | Sydkorea                               |
| -------------------------------------- | ------- | -------------------------------------- |
| Ki Sung-Yueng 13' (sm.) · Tursunov 59' | rapport | Kwak Tae-Hwi 43' · Lee Dong-Gook 57' · |

| Pakhtakor Markaziy stadion, Tashkent Dommer: Benjamin Williams |

| 11. september 2012 17:00 UTC+3 |

| Libanon   | 1 – 0   | Iran |
| --------- | ------- | ---- |
| Antar 28' | rapport |      |

| Camille Chamoun Sports City stadion, Beirut Dommer: Tan Hai |

| 16. oktober 2012 20:00 UTC+4:30 |

| Iran         | 1 - 0 | Sydkorea |
| ------------ | ----- | -------- |
| Nekounam 76' |       |          |

| Azadi stadion, Tehran |

| 16. oktober 2012 18:00 UTC+3 |

| Qatar | 0 - 1 | Usbekistan     |
| ----- | ----- | -------------- |
|       |       | Tursunov 13' · |

| Jassim Bin Hamad stadion, Doha |

| 14. november 2012 |

| Iran | 0 - 1 | Usbekistan   |
| ---- | ----- | ------------ |
|      |       | Bakaev 13' · |

| Azadi stadion, Tehran |

| 14. november 2012 |

| Qatar     | 1 - 0 | Libanon |
| --------- | ----- | ------- |
| Soria 75' |       |         |

| Jassim Bin Hamad stadion, Doha |

| 26. marts 2013 |

| Sydkorea            | 2 - 1 | Qatar         |
| ------------------- | ----- | ------------- |
| Lee 60' · Son 90+6' |       | Khalfan 63' · |

| Seoul World Cup Stadium, Seoul |

| 26. marts 2013 |

| Usbekistan   | 1 - 0 | Libanon |
| ------------ | ----- | ------- |
| Djeparov 63' |       |         |

| Pakhtakor Markaziy stadion, Tashkent |

| 4. juni 2013 |

| Qatar | 0 - 1 | Iran               |
| ----- | ----- | ------------------ |
|       |       | Goochanejhad 66' · |

| Jassim Bin Hamad stadion, Doha |

| 4. juni 2013 |

| Libanon     | 1 - 1 | Sydkorea    |
| ----------- | ----- | ----------- |
| Maatouk 12' |       | Kim 90+7' · |

| Camille Chamoun Sports City stadion, Beirut |

| 11. juni 2013 |

| Sydkorea               | 1 - 0 | Usbekistan |
| ---------------------- | ----- | ---------- |
| Shorakhmedov 42' (sm.) |       |            |

| Seoul World Cup Stadium, Seoul |

| 11. juni 2013 |

| Iran                                                  | 4 - 0 | Libanon |
| ----------------------------------------------------- | ----- | ------- |
| Khalatbari 39' Nekounam 45+1', 86' Ghoochannejhad 46' |       |         |

| Azadi stadion, Tehran |

| 18. juni 2013 |

| Sydkorea | 0 - 1 | Iran |
| -------- | ----- | ---- |
|          |       |      |

| Ulsan Munsu Soccer Stadium, Ulsan |

| 18. juni 2013 |

| Usbekistan | 5 - 1 | Qatar |
| ---------- | ----- | ----- |
|            |       |       |

| Pakhtakor Markaziy stadion, Tashkent |

### Gruppe B
| Pos | Hold       | K | V | U | T | +  | -  | D   | P  |
| --- | ---------- | - | - | - | - | -- | -- | --- | -- |
| 1   | Japan      | 8 | 5 | 2 | 1 | 16 | 5  | +11 | 17 |
| 2   | Australien | 8 | 3 | 4 | 1 | 12 | 7  | +5  | 13 |
| 3   | Jordan     | 8 | 3 | 1 | 4 | 7  | 16 | −9  | 10 |
| 4   | Oman       | 8 | 2 | 3 | 3 | 7  | 10 | −3  | 9  |
| 5   | Irak       | 8 | 1 | 2 | 5 | 4  | 8  | −4  | 5  |

|            | Australien | Irak | Japan | Jordan | Oman |
| ---------- | ---------- | ---- | ----- | ------ | ---- |
| Australien | –          | 1-0  | 1-1   | 4-0    | 2-2  |
| Irak       | 1-2        | –    | 0-1   | 1-0    | 1-1  |
| Japan      | 1-1        | 1-0  | –     | 6-0    | 3-0  |
| Jordan     | 2-1        | 1-1  | 2-1   | –      | 1-0  |
| Oman       | 0-0        | 1-0  | 1-2   | 2-1    | –    |

### Program
| 3. juni 2012 19:31 UTC+9 |

| Japan                               | 3 – 0   | Oman |
| ----------------------------------- | ------- | ---- |
| Honda 11' · Maeda 51' · Okazaki 54' | rapport |      |

| Saitama stadion2002, Saitama Tilskuere: 63,551 Dommer: Ravshan Irmatov (Usbekistan) |

| 3. juni 2012 19:00 UTC+3 |

| Jordan    | 1 – 1   | Irak        |
| --------- | ------- | ----------- |
| Hayel 43' | rapport | Akram 14' · |

| Amman International Stadium, Amman Tilskuere: 13,000 Dommer: Valentin Kovalenko (Usbekistan) |

| 8. juni 2012 19:32 UTC+9 |

| Japan                                                              | 6 – 0   | Jordan |
| ------------------------------------------------------------------ | ------- | ------ |
| Maeda 18' · Honda 22', 31', 53' (str.) · Kagawa 35' · Kurihara 89' | rapport |        |

| Saitama stadion2002, Saitama Tilskuere: 60,874 Dommer: Kim Dong-Jin (Korea Republic) |

| 8. juni 2012 17:00 UTC+4 |

| Oman | 0 – 0   | Australien |
| ---- | ------- | ---------- |
|      | rapport |            |

| Sultan Qaboos Sports Complex, Muscat Tilskuere: 11,000 Dommer: Alireza Faghani (Iran) |

| 12. juni 2012 20:00 UTC+10 |

| Australien           | 1 – 1   | Japan          |
| -------------------- | ------- | -------------- |
| Wilkshire 70' (str.) | rapport | Kurihara 65' · |

| Suncorp Stadium, Brisbane Tilskuere: 40,189 Dommer: Khalil Al Ghamdi (Saudi Arabia) |

| 12. juni 2012 17:45 UTC+3 |

| Irak               | 1 – 1   | Oman            |
| ------------------ | ------- | --------------- |
| Mahmoud 37' (str.) | rapport | Al Balushi 8' · |

| Grand Hamad Stadium, Doha (Qatar) Tilskuere: 1,650 Dommer: Abdulrahman Abdou (Qatar) |

| 11. september 2012 19:34 UTC+9 |

| Japan     | 1 – 0   | Irak |
| --------- | ------- | ---- |
| Maeda 25' | rapport |      |

| Saitama stadion2002, Saitama Tilskuere: 60,593 Dommer: Malik Abdul Bashir |

| 11. september 2012 19:00 UTC+3 |

| Jordan                                  | 2 – 1   | Australien     |
| --------------------------------------- | ------- | -------------- |
| Abdel-Fattah 48' (str.) · Amer Deeb 73' | rapport | Thompson 86' · |

| Amman International Stadium, Amman Tilskuere: 16,000 Dommer: Abdullah Balideh |

| 16. oktober 2012 17:15 UTC+3 |

| Irak |  | Australien |
| ---- |  | ---------- |
|      |  |            |

| [ note 1 ] |

| 16. oktober 2012 17:00 UTC+4 |

| Oman |  | Jordan |
| ---- |  | ------ |
|      |  |        |

|  |

| 14. november 2012 |

| Irak |  | Jordan |
| ---- |  | ------ |
|      |  |        |

| [ note 1 ] |

| 14. november 2012 |

| Oman |  | Japan |
| ---- |  | ----- |
|      |  |       |

|  |

| 26. marts 2013 |

| Australien |  | Oman |
| ---------- |  | ---- |
|            |  |      |

| ANZ Stadium, Sydney |

| 26. marts 2013 |

| Jordan |  | Japan |
| ------ |  | ----- |
|        |  |       |

|  |

| 4. juni 2013 |

| Oman |  | Irak |
| ---- |  | ---- |
|      |  |      |

|  |

| 4. juni 2013 |

| Japan |  | Australien |
| ----- |  | ---------- |
|       |  |            |

|  |

| 11. juni 2013 |

| Australien |  | Jordan |
| ---------- |  | ------ |
|            |  |        |

| Melbourne |

| 11. juni 2013 |

| Irak |  | Japan |
| ---- |  | ----- |
|      |  |       |

| [ note 1 ] |

| 18. juni 2013 |

| Australien |  | Irak |
| ---------- |  | ---- |
|            |  |      |

| ANZ Stadium, Sydney |

| 18. juni 2013 |

| Jordan |  | Oman |
| ------ |  | ---- |
|        |  |      |

|  |